# Hamadou Hamidou
Hamadou Hamidou, est un homme politique camerounais et maire de la commune de Maroua 1er dans la Région de l'Extrême-Nord Cameroun.

## Biographie

### Enfance, éducations et débuts
Il est originaire de la région de l'Extrême-Nord.

### Carrière
En 2007, Il est élu à la tête de la commune de Maroua 1er , lors des élections communales il est réélu à la tête de la mairie le 27 octobre 2020 lors des élections communales . Il est le président de section du RDPC dans le Diamaré centre I (Maroua 1er) à l'issue des opérations de renouvellement des bureaux des organes de base du RDPC et de ses organisations spécialisées tenu du 07 aout au 30 septembre 2021,,,,,.